# Vauxhall 12-4
La Vauxhall 12-4 est une automobile fabriquée par le constructeur britannique Vauxhall entre 1939 et 1940, puis à nouveau en 1946.

## Type I
La production d’avant-guerre s'élevait à 10 164 exemplaires, tandis qu’en 1946, seules six unités supplémentaires de la version antérieure à la guerre furent confectionnées.

## Modèle HIX

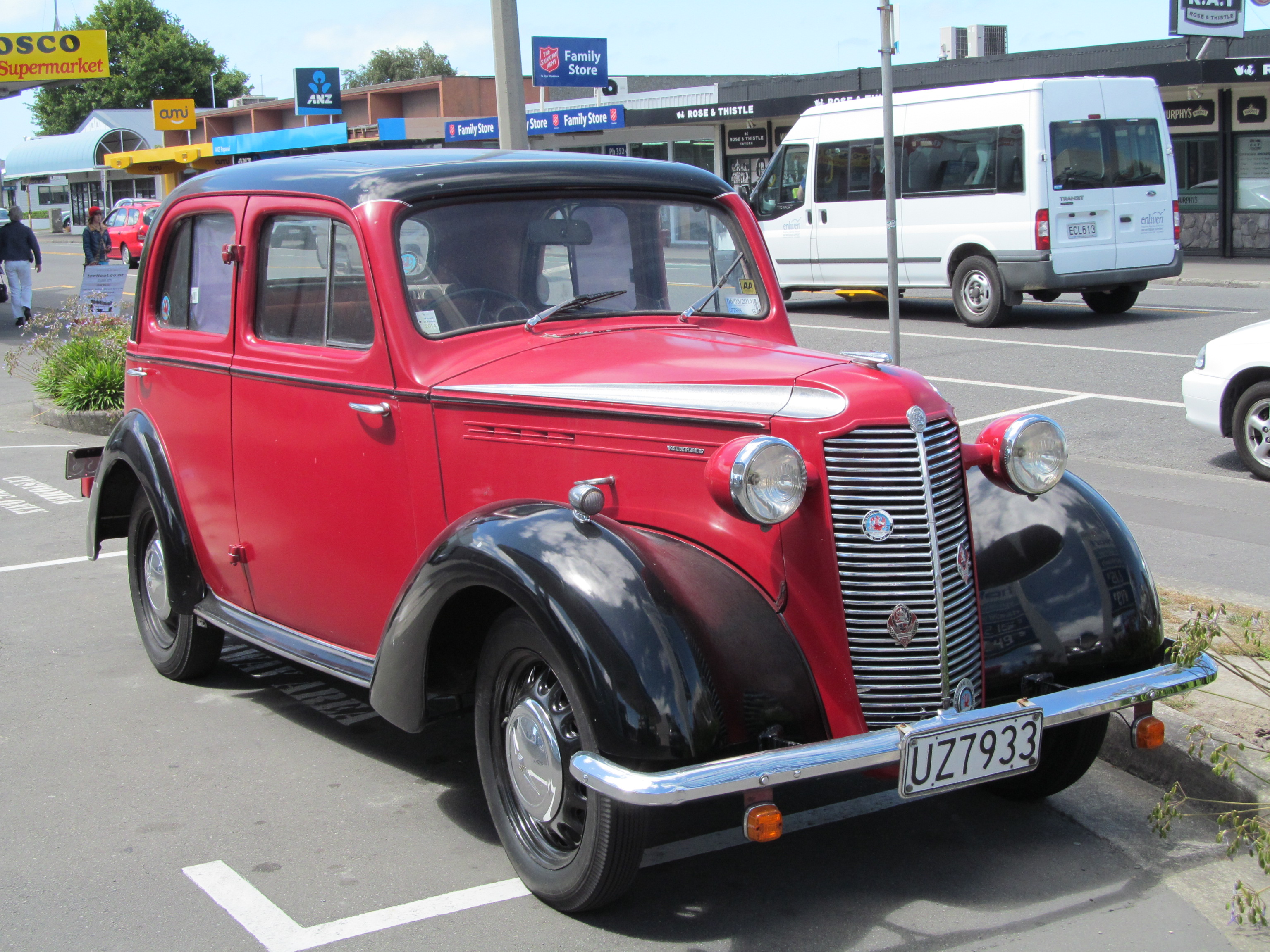
Modèle HIX immatriculé en Nouvelle-Zélande en 1947, montrant la calandre à barres horizontales d'après-guerre.

La production cumulée des modèles 10-4 et 12-4 s'élevait à la somme 44 047 unités.